# Kento Misao
Kento Misao (Musashino, 16 d'abril de 1996) és un futbolista japonès que actualment juga de centrecampista al Kashima Antlers de la Lliga japonesa de futbol.
Va començar com a futbolista al Tokyo Verdy i el seu actual club és el Kashima Antlers. Va debutar amb la selecció del Japó el 16 de desembre de 2017 contra la selecció de Corea del Sud.

## Estadístiques
| Selecció del Japó | Selecció del Japó | Selecció del Japó |
| Anys              | Partits           | Gols              |
| ----------------- | ----------------- | ----------------- |
| 2017              | 1                 | 0                 |
| Total             | 1                 | 0                 |